# دودومه‌کی
دودومه‌کی (ژاپنی: 百々目鬼 هپبورن: Dodomeki) نوعی یوکای در فولکلور ژاپنی است که به عنوان زنانی به تصویر کشیده می‌شوند که به علت عادت داشتن به سرقت پول مورد نفرین قرار گرفته‌اند. آن‌ها دستان بسیار بلندی دارند که با صدها چشم ریز پرنده پوشیده شده‌است. همچنین به آن‌ها تودومه‌کی نیز گفته می‌شود.

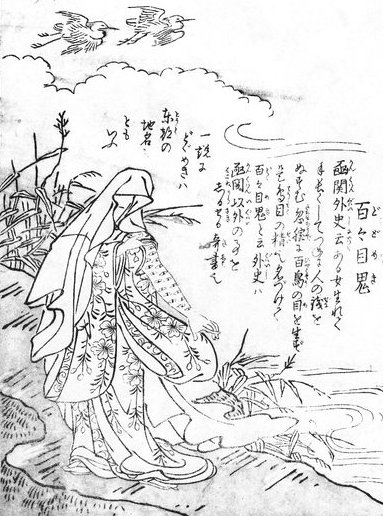
تجسم توری‌یاما سکیئن از دودومه‌کی.

دودومه‌کی نخستین بار توسط دانشمند ژاپنی سدهٔ هجدهم میلادی توری‌یاما سکیئن توصیف شد. آن‌ها زمانی دختران جوانی بودند که تمایل زیادی به سرقت پول داشتند. به علت اعمال ناشایست آن‌ها، در یکی از روزها صدها کُره چشم پرندهٔ کوچک بر روی بازوهای آن‌ها جوانه می‌زند و آن‌ها تبدیل به این هیولا می‌شوند.